# Johan Planting
Johan Michelsson Planting, född 1630, död 1688 i Avesta socken i Kopparbergs län, var en svensk pitscherstickare. 
Han var son till Johan Planting (1587-1688) och far till generalmajoren Mikael Planting Bergloo (1661-1729) och gravören Jochum Planting samt bror till gravörerna Petter och Michel Planting, båda verksamma vid myntverket i Avesta.
Planting arbetade först som pitscherstickare i Stockholm. Han anställdes 1647 som gravör och stämpelskärare vid myntverket i Avesta där en stor del av de svenska mynten vid denna tid präglades. Många av kopparmynten från mitten av 1600-talet är tillverkade i myntstämplar graverade av Planting. Bland hans elever i Avesta är troligen Arvid Karlsteen mest känd.
Från 1649 fram till en bit in på 1660-talet arbetade Johan Georg Breuer samtidigt med Planting på kopparmyntverket och man kan inte med säkerhet avgöra vem som skapat myntstämplarna, därefter arbetade Planting ensam med framställandet av myntstämplarna.